# Ботов, Дмитрий Прохорович
Дмитрий Прохорович Ботов (12 ноября 1908 — 29 мая 1959) — Герой Социалистического Труда.

## Биография
Дмитрий Прохорович Ботов родился на территории нынешнего Приволжского района Самарской области в селе Давыдовка. Крестьянин. Русский. Рано потерял отца, с детства пришлось начать трудовую деятельность. Окончил курсы механизаторов, получил профессию тракториста. В 1939 году вместе с семьей уехал в Сибирь, в деревню Талая Тайшетского района Иркутской области. Работал в Шелеховской МТС, был рядовым трактористом, позже — бригадиром. С ноября 1943 по 1946 гг. — в Красной Армии. После возвращения с войны вновь работал бригадиром тракторной бригады. В 1949 году на посевной площади, где работал Ботов со своей бригадой, были собраны очень высокие урожаи пшеницы — на 289,7 га был собран урожай по 24,5 ц/га.

### Трудовой подвиг
Указом Президиума Верховного Совета СССР от 1 июля 1950 года Дмитрию Прохоровичу Ботову было присвоено звание Героя Социалистического Труда.
Погиб в результате несчастного случая на производстве 29 мая 1959 года.

## Награды
- Медаль «Серп и Молот»
- Орден Ленина